# والتر بيلامي
والتر بيلامي (بالإنجليزية: Walter Bellamy)‏ (6 نوفمبر 1904 في المملكة المتحدة - 1978) هو لاعب كرة قدم بريطاني (وحمل سابقاً جنسية المملكة المتحدة لبريطانيا العظمى وأيرلندا) في مركز الهجوم. لعب مع برايتون أند هوف ألبيون وتوتنهام هوتسبير وIlford F.C. ‏ ودولويتش هاملت وهارينجي بورو.